# Kerststol
El kerststol és un pa amb fruita nadalenc, tradicional dels Països Baixos. Hi ha també una coca d'aquest tipus per Pasqua, anomenada paasstol o paasbrood. El kerststol es fa amb massa de pa amb llevat a la qual se li afegeixen fruita seca, panses i groselles, pela confitada de llimona i taronja, aigua, llet, mantega, sucre, conyac i canyella. Una versió més luxosa pot incloure nou, ametlla o avellana, i de vegades també gingebre en pols o confitat, cirera seca, poma, kiwi o cardamom. La massa, després de reposar, s'omple amb una pella de pasta d'ametlla (amandelspijs) que es posa al centre del paste. La massa es doblega i s'estreny una mica per tancar-la. Quan està cuit, el pastís s'empolvora amb sucre abans de servir-lo a rodanxes gruixudes, untades amb mantega.